# Nicolau I da Dinamarca
Nicolau da Dinamarca, (em latim: Nicolaus, em dinamarquês:  Niels) (c. 1064 — Jutlândia, 25 de junho de 1134) foi rei da Dinamarca de 1104 a 1134.
Nicolau era o quinto filho de Sueno II que, após várias sucessões, ascendeu ao trono da Dinamarca. Foi coroado rei em 1104, após a morte de seu irmão Érico I, no lugar do filho deste, Haroldo Kesja.
O começo do seu reinado foi pacífico. Nicolau se casou com Margarida Fredkula, filha do rei da Suécia Ingo I, o Velho e viúva de Magno III da Noruega. Magno Nilsson, único filho nascido deste união, foi eleito pelos habitantes de Gotalândia Ocidental, em 1125, rei da Suécia, e ficou conhecido com o nome de Magno, o Forte.
Depois da morte de Margarida, Nicolau se casou, em 1130, com Ulvhild Håkonsdotter, a viúva do rei sueco Ingo II, o Jovem.
Magno Nilsson, que se considerava herdeiro do reino da Dinamarca, inveja a popularidade de seu primo, Canuto Lavardo, filho legítimo de Érico I da Dinamarca, que havia recebido também o título real concedido pelo imperador em 1129 para reinar sobre os Obodritas, um povo eslavo estabelecido na costa do Mar Báltico.
Em 7 de janeiro de 1131, em Ringsted, na Zelândia, Magno mandou sua guarda pessoal assassinar Canuto Lavardo. Isso desatou numa sangrenta guerra civil. 
Nicolau e seu filho foram, assim mesmo, objeto da hostilidade do imperador germânico que os acusava de haver maltratado os mercadores alemães da Liga Hanseática. 
A armada de cavaleiros de Érico II, reforçada por 300 mercenários germânicos, derrotou a armada real em Escânia em 4 de junho de 1134 em Fotevik, perto de Skanör.
Magno Nilsson morreu, assim como o príncipe Henrique da Dinamarca, Magno Heraldsen, um filho de Haroldo Kesja e cinco bispos que apoiaram os partidários do rei, quatro deles titulares das sedes dinamarquesas: Pedro de Roskilde, Adalberto de Svesvig, Ulkketl de Aarhus e Torique de Ribe.
Nicolau teve que se refugiar em Jutlândia, onde morreu assassinado por seus habitantes.